# Hermandad de la Salud de San Rafael (Jerez)

La Hermandad y Cofradía de Nazarenos de Nuestro Padre Jesús de la Salud, Nuestra Señora de las Aguas y Arcángeles San Rafael y San Gabriel es una hermandad de penitencia que procesiona el martes santo en la Semana Santa de Jerez de la Frontera

## Historia
En 2013 pasó de ser agrupación parroquial a hermandad de penitencia. 

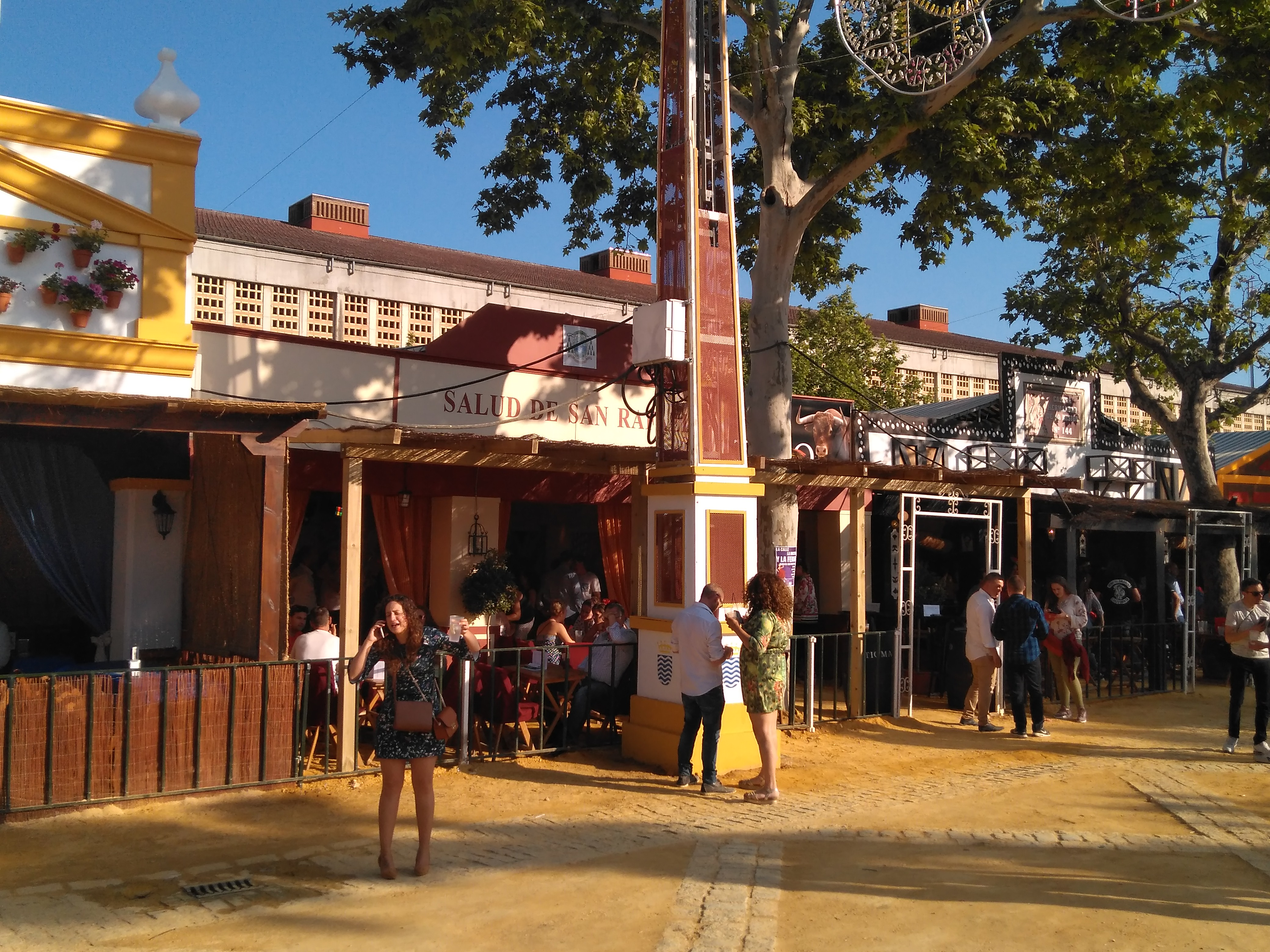
Caseta de Feria de la Hermandad

En 2019 participará por primera vez en la carrera oficial de la Semana Santa en Jerez de la Frontera.

## Titular
La imagen titular actual data de 2012 siendo su autor el afamado escultor e imaginero sevillano Fernando Aguado, aunque existió un previa en 2005 obra del pintor y escultor jerezano Miguel Ángel Segura.
En 2019 prepara la imagen de "Nuestra señora de las aguas".

## Sede

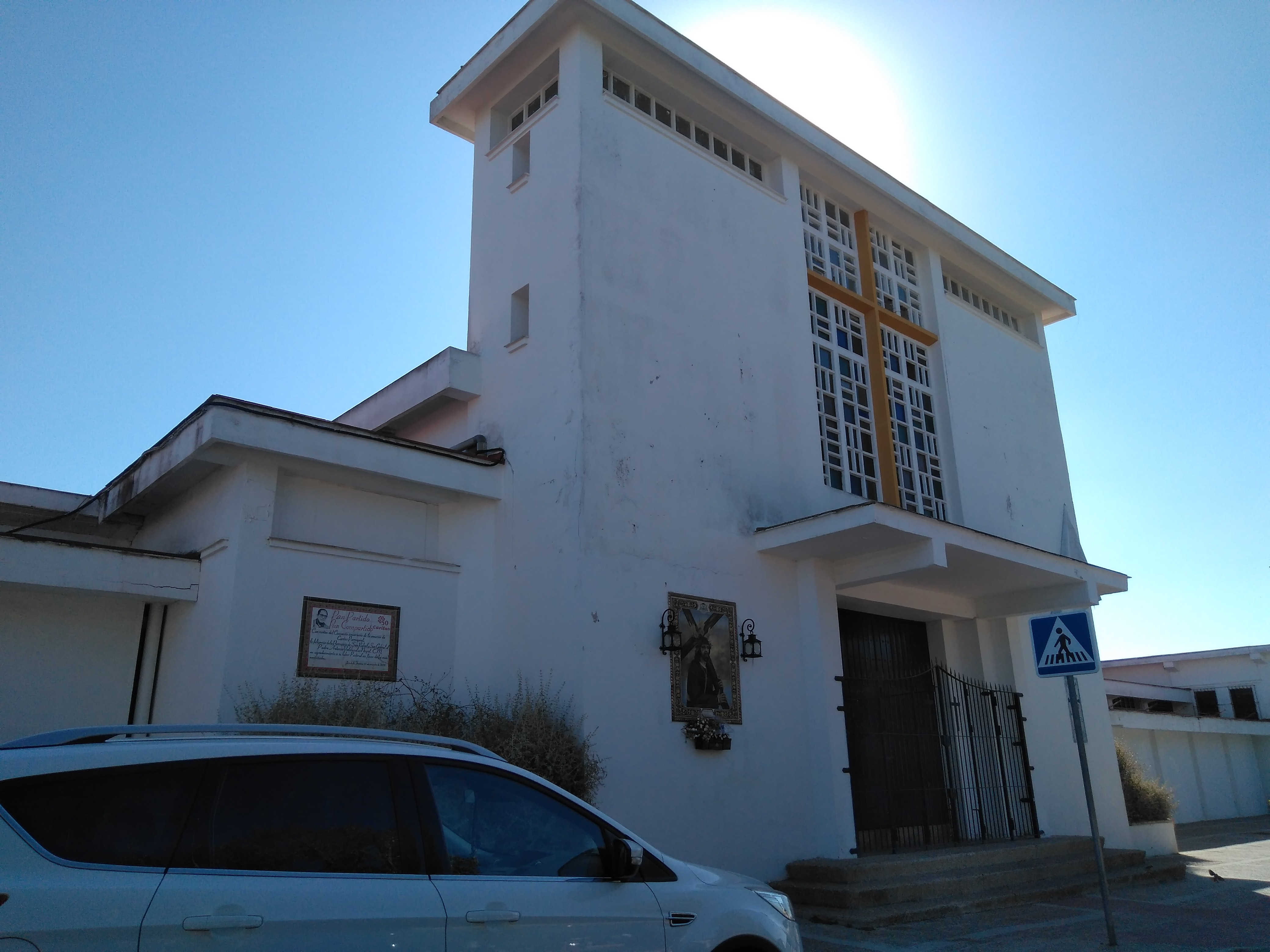
Parroquia

Tiene como sede la Parroquia de San Rafael y San Gabriel, en el Distrito Sur.